# Santa Eulalia de la Peña
Santa Eulalia de La Peña (en aragonés Santolarieta) es una localidad y antiguo municipio de España, en la comarca Hoya de Huesca, que pertenece al actual municipio de Nueno, en la provincia de Huesca, Aragón. Situada en una ladera del pico Tiacuto, su distancia a Huesca es de 18 km

## Demografía

### Localidad
Datos demográficos de la localidad de Santa Eulalia de La Peña desde 1900:
| 128                   | 128 | 113 | 90 | 91 | 76 | 50 | 9 | 6 | 8 | 13 | 17 | 19 |
| (Fuente: IAEST e INE) |     |     |    |    |    |    |   |   |   |    |    |    |

- Datos referidos a la población de derecho.

### Antiguo municipio
Datos demográficos del municipio de Santa Eulalia de La Peña desde 1842:
| 87            | -- | -- | -- | -- | -- | -- | -- |
| (Fuente: INE) |    |    |    |    |    |    |    |

- En el censo de 1842, se denominaba Santa Eulalia la Chica.
- Entre el censo de 1857 y el anterior, este municipio desaparece porque se integra en el municipio de Nueno.
- Datos referidos a la población de derecho, excepto en los censos de 1857 y 1860 que se refiere a la población de hecho.

## Historia
- En junio de 1198 el rey Pedro II de Aragón cedió al obispo Ricardo de Huesca el derecho de patronato sobre la iglesia de Santa Olaria (DURÁN, Colección diplomática de la catedral de Huesca,nº. 542)
- En 1279 se llamaba Santa Olaria de la Peña
- El 12 de abril de 1339 el rey Pedro IV de Aragón empeñó el castillo de Santa Olaria a favor de Pedro Fernández de Bergua (SINUÉS, nº. 1597)
- El 4 de julio de 1388 se empeñó el castillo de Santa Olaria a Juan Fernández de Urriés (SINUÉS, nº. 1598)
- En 1571 se llamaba Santa Olaria
- En 1610 era de Miguel de Gurrea (LABAÑA, p. 58)
- Desde 1713 hasta 1834 se llamó Santa Olaria la Chica
- En 1845 se unió a Nueno
- En 1857 se llamaba Santa Olaria de la Peña
- Desde 1873 se llama Santa Eulalia de la Peña

## Monumentos
- Parroquia dedicada a los santos Mamés y Eulalia.
- Castillo de Sen.

## Para ver
- Alguna casa del Siglo XVIII
- Rudo crucero fechado en 1891, con la inscripción: "SAN JOVAQUIN"